# Commodore 900
Commodore 900 (Z-8000) – prototypowy 16-bitowy komputer do zastosowań biurowych stworzony przez firmę Commodore International w 1985 i zarzucony po zakupieniu przez firmę Amigi.
Komputer wyposażony był w procesor Zilog Z8000, 512 kB RAMu, dysk twardy 20 MB (opcjonalnie także 40 do 67 MB) oraz stację dyskietek 5,25" o pojemności 1,2 MB. Planowane były dwie wersje oparte na procesorze graficznym MOS 8563: wyświetlająca monochromatyczny obraz o rozdzielczości 1024x800 pikseli (odświeżanie 72 Hz) oraz pracująca w trybie znakowym (przeznaczona do pracy jako serwer). C900 wyposażony był w system operacyjny Coherent, będący zmodyfikowaną wersją UNIX-a.
Zmodyfikowany projekt obudowy C900 został użyty następnie w komputerze Amiga 2000.